# Khefethernebes
 (janvier 2016).
Si vous disposez d'ouvrages ou d'articles de référence ou si vous connaissez des sites web de qualité traitant du thème abordé ici, merci de compléter l'article en donnant les références utiles à sa vérifiabilité et en les liant à la section « Notes et références ».
Dans la mythologie égyptienne, Khefethernebes est une déesse qui personnifie l'Occident de la ville de Thèbes ; sous la XVIIIe dynastie la zone recouvre Deir el-Bahari et ses environs située en face du grand temple d'Amon de Karnak. Cette déesse fut perçue comme étant une forme locale de la déesse Hathor. 